# Munuza
Munuza Utaman Abu Nâsar, était le gouverneur de la Catalogne en al-Andalus et dont l'affrontement avec Pélage des Asturies marque en partie la genèse de la Reconquista.
ll fut nommé gouverneur de la Catalogne après l'achèvement de la conquête ommeyade de la péninsule ibérique en 714 et conclut un pacte d'alliance avec le duc Eudes d'Aquitaine qui lui donna sa fille Lampégie en mariage. Ce pacte d'alliance fut perçu comme une trahison par Abd el Rahman, wali d'Al-Andalus et chef des troupes ommeyades dans la péninsule ibérique qui le captura et l'exécuta.

## Biographie
Munuza est un Berbère. « Compagnon de Tariq », il participe, dès le début à la conquête du royaume wisigoth en 711, dans la progression de Musa ben Nusayr dans l'Est, depuis Cæsar Augusta vers le Nord et Asturica Augusta par la voie romaine, arrivant jusqu'à Lucus Augustum.
En 722, Munuza Utaman Abu Nâsar commande les troupes Omeyyades à la bataille de Covadonga. En 730 il commande les troupes musulmanes dans la Cerdagne et dans le voisinage des Pyrénées et choisit Llívia comme siège de son pouvoir.
À la suite des querelles entre Arabes et Berbères qui prennent naissance avec le partage des dépouilles des vaincus, il embrasse le parti berbère et, mécontent, il signe un traité avec Eudes d'Aquitaine qui, pour se l'attacher, lui donne en mariage sa fille, appelée par quelques auteurs Lampegia (chez d'autres elle est nommée « Numérance » ou « Ménine ») et célèbre par sa beauté.
À la suite de la signature de la trêve, Munuza refuse d'attaquer les Chrétiens tel qu'ordonné par Abd al-Rahman, qui projette alors sa grande expédition en Gaule. Ce dernier ordonne à un de ses généraux, Gedhi-Ben Zehan, de marcher contre Llívia.
Munuza meurt en essayant de fuir et de gagner les terres du duc d'Aquitaine. Quelques historiens arabes disent qu'il se précipita du haut d'un rocher ; d'autres prétendent qu'il mourut en défendant sa compagne. La tête de Munuza fut envoyée à son chef, comme trophée de la victoire, et Lampégie fut conduite à Damas pour orner le harem du calife.

## Sources
: document utilisé comme source pour la rédaction de cet article.
- Isidore Taylor, Les Pyrénées, C. Gide, 1843, p. 26-27 (d'après Joseph Toussaint Reinaud, Invasions des Sarrazins en France, 1836).
- Philippe Sénac, Musulmans et Sarrasins dans les Sud de la Gaule du VIIIe au XIe siècle, le sycomore, 1980, p. 23.